# Eugryllacris moestissima
Eugryllacris moestissima är en insektsart som först beskrevs av Brunner von Wattenwyl 1888.  Eugryllacris moestissima ingår i släktet Eugryllacris och familjen Gryllacrididae. Inga underarter finns listade i Catalogue of Life.